# Mág
Mág románul: Mag, falu Romániában, Erdélyben, Szeben megyében.

## Fekvése
Vizaknától délnyugatra fekvő település.

## Története
Mág  "Csernavoda (Mág) a német Feketevíz (Schwarzwasser) falu területére 
ültetett román telepítvény" (Gy 2: 158).
Későbbi névváltozatai: 1488-ban Awer Blesdorff, 1508-ban Bleschdorf, 1733-ban 
Mágh, 1750-ben Mag, 1760–1762 között Mág, 1808-ban Mág ~ Maág, Schärdörfel, 1888-ban Mág
(Schardörfel), 1913-ban Mág.
A trianoni békeszerződés előtt  Szeben vármegye Szelistyei járásához tartozott.
1910-ben 636 lakosából 620 román volt. Ebből 634 görögkeleti ortodox volt.

## Források

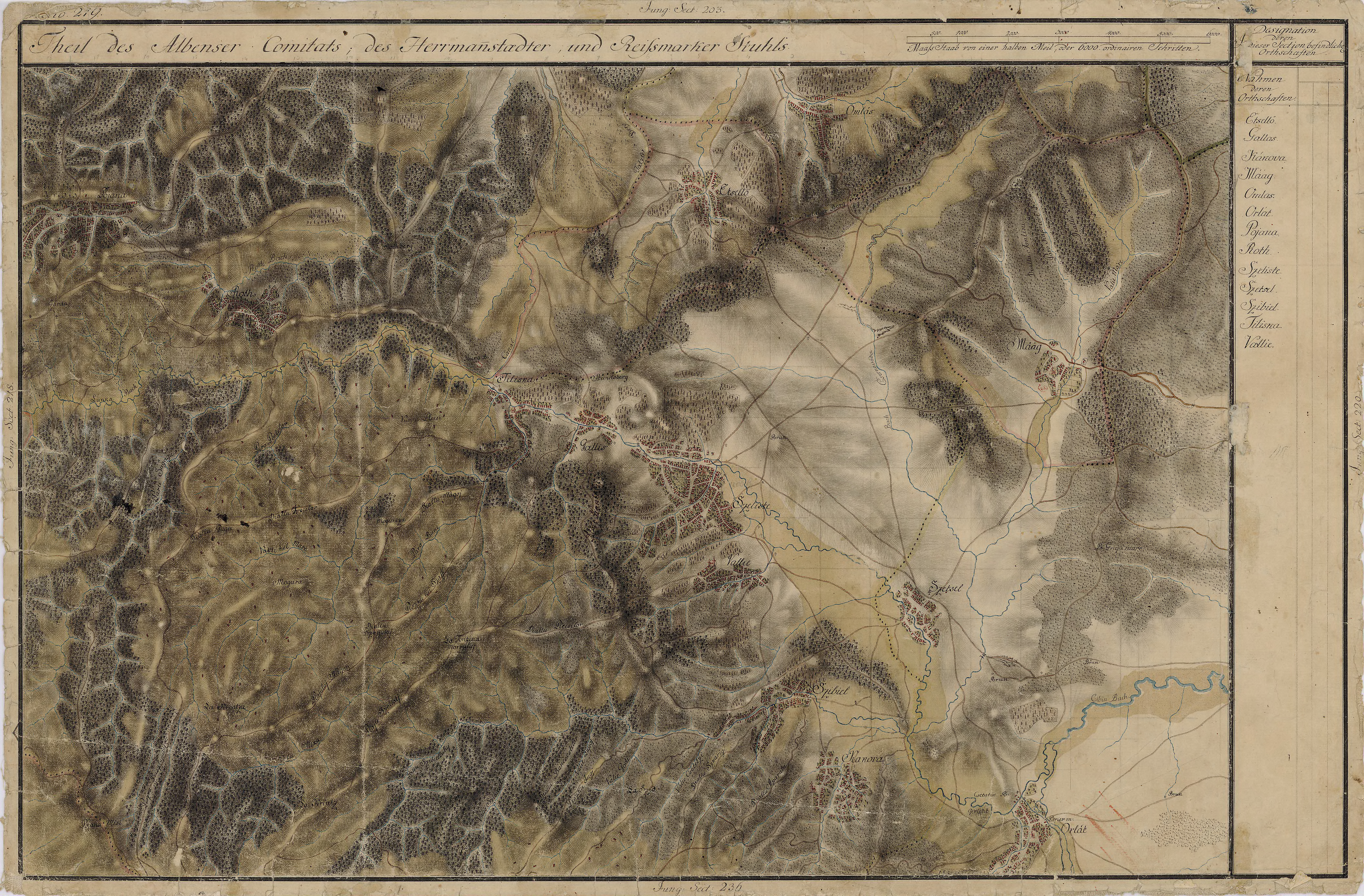
Mág egy régi térképen